# 27949 Jonasz
27949 Jonasz este o planetă minoră (asteroid), cu un diametru de 3,492 km, din centura de asteroizi. A fost descoperită pe 8 iulie 1997 la observatoire de la Côte d'Azur⁠(d) de OCA-DLR Asteroid Survey⁠(d) și a fost numită după Michel Jonasz⁠(d). 
Obiectul prezintă o orbită caracterizată de o semiaxă mare de 2,3102617 UAi, o excentricitate de 0,13, o înclinație de 9,92291 ° în raport cu ecliptica.